# Sebadoh
Sebadoh är en amerikansk indierock/lo-figrupp som bildades 1986 i Westfield i Massachusetts.

## Medlemmar
Nuvarande medlemmar
- Lou Barlow - sång, gitarr, bas (1986-2000, 2003-2004, 2007-idag)
- Jason Loewenstein - sång, bas, trummor, gitarr (1986-2000, 2003-2004, 2007-idag)
- Bob D'Amico - trummor (2011-idag)

Tidigare medlemmar
- Eric Gaffney - sång, trummor, gitarr (1987-1994)
- Bob Fay - trummor (1994-1999)
- Russ Pollard - trummor (1999-2000, 2003-2004, 2007-2011)

## Diskografi
Studioalbum
- 1989 The Freed Man
- 1990 Weed Forestin'
- 1991 III
- 1993 Bubble and Scrape
- 1994 Bakesale
- 1996 Harmacy
- 1999 The Sebadoh
- 2013 Defend Yourself
- 2019 Act Surprised

Livealbum
- 1994 Sebadoh in Tokyo

EP
- 1989 Sonic Life EP (delad EP med Big Stick)
- 1990 Asshole
- 1991 Gimme Indie Rock!
- 1992 St. Nowhere (delad EP med Azalia Snail)
- 1992 Rocking the Forest
- 1992 Sebadoh vs. Helmet (delad EP)
- 1994 4 Song CD
- 1995 Magnet's Coil
- 2012 Secret EP
- 2013 Daytrotter Session

Singlar
- 1991 Oven is My Friend
- 1993 Soul and Fire
- 1994 Rebound /Careful
- 1994 Skull
- 1995 Not Too Amused / Hank Williams
- 1996 Willing to Wait
- 1996 Beauty of the Ride
- 1996 - Princess
- 1996 Ocean
- 1999 Flame
- 1999 Weird
- 1999 It's All You
- 2013 I Will

Samlingsalbum
- 1990 The Freed Weed
- 1992 Smash Your Head on the Punk Rock
- 2007 Wade Through the Boggs